# Королёва, Наталена Андриановна
Наталена Андриановна Королёва (укр. Королева Наталена Андріанівна; 1888—1966) — украинская писательница и автор научных статей, художница, актриса.

## Биография
Родилась 3 марта 1888 года в монастыре Сан-Педро-де-Карденья (исп. San Pedro de Cardeña) испанского муниципалитета Кастрильо-дель-Валь провинции Кастилия-Леон, её полное имя по испанскому обычаю — Кармен Альфонса Фернанда Эстрелья Наталена. Мать Наталены, происходившая из старинного испанского рода — Мария-Клара де Кастро Лачерда Мединасели, умерла при родах; отец — польский граф Адриан-Юрий Дунин-Борковский, занимался археологией и жил преимущественно во Франции. Отец отдал Наталену на воспитание в монастырь Нотр-Дам де Сион во французских Пиренеях, где она пробыла одиннадцать лет. Здесь она изучала иностранные языки, философию, историю, медицину и музыку. В это время отец женился вторично на Людмиле Лось, происходившей из знатного чешского рода и имевшей поместье в местечке Красное ныне Львовской области. Когда мачеха поселились в Киеве, она захотела, чтобы Наталена продолжала здесь своё обучение, и осенью 1904 года девушка приехала в Киев. Не зная русского языка, но помня украинский и немного польский, поступила в Киевский институт благородных девиц, для чего освоила русский. Окончила институт через два года; в Киеве Наталена брала также уроки музыки у украинского композитора Николая Лысенко.
Когда семья перебралась в Санкт-Петербург, Наталена продолжила здесь своё образование, окончив археологический институт, и получив степень доктора археологии за труды по литовской истории, затем увлеклась египтологией и одновременно училась в Петербургской академии художеств, по окончании которой получила диплом «свободного художника». Родители, видя, что дочь повзрослела, подыскали ей жениха — гусара, ротмистра русской армии. Но девушка не захотела выходить замуж и поступила в санкт-петербургский Михайловский театр, а затем заключила контракт с парижским «Théâtre du Gymnase», гастролировавшим тогда в российской столице. Но театральная карьера Наталены не состоялась из-за её слабого здоровья. Оставив сцену, она лечилась в Закавказье, а затем уехала в Западную Европу — для продолжения лечения и занятием искусством и археологией. Путешествовала по странам Европы и Ближнего Востока, вновь немного выступала в оперных театрах Парижа и Венеции, принимала участие в археологических раскопках Помпей и в Египте. С 1909 года Наталена Королёва начала выступать с художественными произведениями и научными статьями во французских литературных и научных журналах.
Первая Мировая война застала Королёву в Киеве, где она находилась у больного отца, который очень скоро умер. Как приехавшая из-за границы гражданка, не смогла выехать обратно, став сестрой милосердия российской армии от общества Красного Креста. Почти три года находилась на фронтах войны — получила Георгиевский крест (за то, что во время вражеского обстрела осталась на позициях с ранеными воинами), три ранения, болела тифом и воспалением легких. Во время войны она вышла замуж за офицера русской армии и гражданина Ирана, служившего в «Дикой дивизии» — Искандера Гакгаманиш ибн Куруша, который погиб под Варшавой. Отправив гроб с телом мужа в Иран, Королёва вернулась в Киев и остановилась у мачехи, которая вскоре заболела и умерла. Наталена осталась без родителей. Она выехала в Прагу, где начала работать в системе народного образования. Здесь встретилась с украинским писателем Василием Константиновичем Короливом, которого знала в Киеве. Они поженились и купили домик на окраине городка Мельник, недалеко от Праги. Здесь супруги прожили до конца своих дней. В. К. Королив умер в 1943 году. Наталена Королёва всю свою последующую жизнь посвятила литературному труду, начав писать на украинском языке.
Умерла 1 июля 1966 года в городе Мельник Среднечешского края Чехословакии, ныне Чехии. Похоронена на кладбище святого Вацлава.
В 2010 году во Львове писатель Юрий Винничук представил одно из последних изданий Наталены Королёвой, в котором выступил составителем (Королева Наталена. Твори: Автобіографія. Предок. Без коріння / Упоряд. Ю. Винничук. – Львів: Каменяр, 2009. — 419 с.), из украинской серии «Спадщина» (рус. «Наследие»).